# Orlęta. Grodno ’39
Orlęta. Grodno ’39 – polski film wojenny z 2022 r., w reżyserii Krzysztofa Łukaszewicza, przedstawiający walkę żołnierzy i cywilnych mieszkańców Grodna w obronie swojego miasta w czasie radzieckiej agresji na Polskę we wrześniu 1939 r. Premiera filmu odbyła się 9 września 2022.
Zdjęcia do filmu powstawały w Poznaniu, Radomiu, Warszawie, Konstancinie-Jeziornie, Modlinie i Skierniewicach, a ukończono je 20 listopada 2020.

## Fabuła
Film opowiada o 12-letnim chłopcu Leosiu. 1 września 1939 budynek jego szkoły zbombardowały niemieckie samoloty. Dla Leosia, Tadka, Eweliny oraz tysięcy polskich dzieci rozpoczynająca się wojna stanie się szkołą przyspieszonego dojrzewania, konfrontacją z dramatyczną historią pisaną przez dorosłych.
17 września 1939, na mocy porozumień sowiecko-niemieckich, Armia Czerwona wkracza do Polski i 20 września 1939 planuje zająć Grodno. Obrońcy miasta rozpoczynają beznadziejną, heroiczną walkę. Nieliczne oddziały wojskowe są wspomagane przez ludność cywilną, przede wszystkim młodzież szkolną. To właśnie dzieci i młodzież bohatersko bronią miasta, stając się ofiarami niezwykłego okrucieństwa okupantów.

## Obsada
Źródło:
- Feliks Matecki jako Leon Rotman
- Jowita Budnik jako Rotmanowa, matka Leona
- Filip Gurłacz jako Jakub Rotman, brat Leona
- Bartłomiej Topa jako plutonowy Greń
- Leszek Lichota jako dyrektor szkoły Zabiełło
- Andrzej Mastalerz jako profesor Nieścierow
- Wit Czernecki jako Tadek Jusiukiewicz
- Almira Nawrot jako Ewelina Stolińska
- Antoni Pawlicki jako pułkownik Stoliński, ojciec Eweliny
- Łukasz Lewandowski jako zegarmistrz Szmul Lewinson
- Jakub Wieczorek jako Kapral Oleszek
- Marta Jarczewska jako Aniela
- Witold Wieliński jako gruby policjant

## Odbiór
Pojawiły się krytyczne głosy wskazujące, że film opowiada o małym Żydzie, prześladowanym przez polskich nacjonalistów.